# Mohamed Basri
Mohammed Basri (àrab: محمد بصري, Muḥammad Baṣrī), també conegut com a el Fqih Basri (àrab: الفقيه بصري, al-Faqīh Baṣrī; fqih és la pronunciació col·loquial de faqīh: alfaquí o ‘especialista en dret islàmic’; per extensió, ‘savi’) va ser un polític marroquí, fundador de la Unió Nacional de Forces Populars i un dels més cèlebres opositors al règim de Hasan II, durant el període conegut com a «anys de plom».

## Biografia
Va néixer a Demnat (província d'Azilal) el 1927 i va morir a Xauen el 14 d'octubre de 2003 als 76 anys.
Fill d'un especialista en la xaria que actuava de jutge i àrbitre informal entre els veïns del poble, Basri va estudiar a l'escola alcorànica i després va marxar a Marràqueix a fer l'ensenyament secundari. Allí té els seus primers contactes amb el nacionalisme i també coneix per primera vegada la presó. Després s'instal·la en Casablanca, on, en al marc de l'onada de protestes que va seguir al destronament de Muhàmmad V del Marroc i la seva substitució per Mohammed Ben Arafa (1953), Basri participa en la creació de les primeres cèl·lules de l'Exèrcit d'Alliberament Nacional del Marroc. Detingut el 1954 i condemnat a mort, es va escapar a l'any següent de la presó de Kenitra. Membre de l'Istiqlal, va formar part del sector esquerrà (al costat de Mehdi Ben Barka, Abd ar-Rahim Buabid i altres) que donaria lloc el 1959 a l'escissió Unió Nacional de Forces Populars. Va ser director d'At-Tahrir, el periòdic d'aquesta organització. Basri serà la figura visible de la tendència radical de la UNFP, propera a la idea de lluita armada per posar fi a la dictadura.
Condemnat a mort el 1963 com a part d'una intensa campanya repressiva contra la UNFP en la qual milers dels seus militants i gairebé tots els seus dirigents van ser acusats de voler atemptar contra la vida del rei, va ser indultat, però va triar l'exili voluntari tres anys més tard. No tornaria al Marroc fins a 1997. Viurà entre Alger, Damasc, el Caire, Bagdad i finalment París, on passarà la major part del seu exili i on tornarà de tarda en tarda una vegada tornat al Marroc. Des de l'exili, Basri organitza o patrocina experiències guerrilleres al Marroc. El 1970 torna a ser imputat i jutjat en rebel·lia; la sentència, que per avatars polítics no es pronuncia fins a 1979, és una altra vegada la pena de mort.
El 1989 Hasan II va parlar d'ell en públic elogiant-lo, la qual cosa en el llenguatge polític del vell Marroc feudal, el Majzen, equivalia a una amnistia. Basri, des de l'exili, va exigir no obstant això que l'amnistia s'oficialitzés i fos extensiva a tots els exiliats, assegurant que ell seria l'últim a tornar. L'amnistia general es decreta el 1994 i el 1995 Basri trepitja el Marroc novament, on és rebut triomfalment per milers de militants ittihadis de la Unió Socialista de Forces Populars, hereva de la UNFP.
Nacionalista àrab, Basri va viure exiliat a diversos països àrabs i va dinamitzar diverses estructures àrabs de coordinació. Entre altres labors, va intentar intervenir entre Síria i l'Iraq per obrir el camí de la normalització de relacions entre tots dos països.
En l'estiu de 2003, després d'una reunió a París amb vells opositors marroquins, Basri va sofrir un greu infart que li va fer estar a l'hospital bastant temps. Les seves despeses d'hospitalització van ser assumits pel rei del Marroc, Mohammed VI. A la seva sortida del centre hospitalari Basri es trasllada a reposar a Xauen, la ciutat de la seva esposa i els seus sogres, on va morir el 14 d'octubre de 2003. El seu enterrament va ser un esdeveniment social en el qual van participar actors dels anys de plom de totes les tendències, inclosos alguns dels seus enemics més aferrissats.